# Live (Barclay James Harvest)
Live è il primo album dal vivo della band rock britannica Barclay James Harvest, pubblicato nel 1974.

## Formazione
- John Lees - voce, chitarra
- Les Holroyd - voce, basso
- Stuart Wolstenholme - voce, tastiera
- Mel Pritchard - batteria

## Tracce
1. Summer soldier – 10:17
2. Medicine Man – 10:25
3. Crazy City – 4:58
4. After The Day – 7:27
5. The Great 1974 Mining Disaster – 6:30
6. Galadriel – 3:18
7. Negative Earth – 6:20
8. She Said – 8:33
9. Paper Wings – 4:19
10. For No One – 5:53
11. Mockingbird – 7:37